# Stade Piquessary
 (août 2010).
Le stade Piquessary est un stade de rugby à XV situé à Boucau en France. 
Il est le stade principal de résidence du Boucau Stade jusqu'en 1986 et son déménagement au stade intercommunal de Tarnos.

## Description
« Piquessary, voilà bien un lieu de légende pour tous ceux qui ont vécu la belle époque des Noirs du Boucau Stade. Un formidable lieu de communion entre un peuple fervent d'ovalie et une équipe ultracombative. Quelle ferveur exaltée, et quelle magie exercée. C'était vraiment un lieu d'union pour les vaillant Forgerons du Boucau, et forcément un lieu de perditions pour les autres….» comme nous le rapporte Christian Bibal, dans son livre Le rugby du Sud-Ouest.
Car Piquessary est à lui seul une légende.
Pendant près de 80 ans le Boucau Stade a joué dans ce stade, dont les particularités étaient un public très proche de l'aire de jeu (les mains courantes sont à 1,5 mètre des lignes de touches), un terrain sablonneux et des douches communes aux 2 équipes (les 2 vestiaires du stade donnent accès à une seule et unique salle où se trouvent les douches).
Les Noirs y ont disputé des matchs mémorables, encouragé par un public chauvin et bruyant, qui aimait déstabiliser les adversaires tout en donnant de la voix pour son équipe.
Pour Bibal, « Toutes les grandes équipes du rugby français ont mordu l'herbe ou plutôt la terre de ce prè, obligées de rendre les armes face aux trésors d'énergie déployés par les joueurs aux maillot noir. … Ces hommes étaient fort et fiers, et ils ont souvent battu meilleurs qu'eux à force de courage.» .
Toujours Bibal, « Que de sueur, de rires et de larmes sur fond de passion durant ces 80 années passées sur ce plateau de Piquessary ! Pique, comme l'on disait communément, supporta à fond son équipe sans jamais lui en vouloir de perdre des matchs.» .
Ainsi, pour les adversaires, venir à "Pique" n'avait rien "d'une promenade de santé".
D'ailleurs Bibal nous indique que « … Les équipes visiteuses, qui venaient affronter ces diables de Noirs, étaient toujours surprises de découvrir ces tribunes à l'armature rouillée, ces palissades grises qui entouraient le terrain et cette pelouse qui ressemblait à un champ de patates, l'herbe étant remplacée par du sable. … Elles s'interrogeaient, l'œil inquiet, sur l'état du terrain, sur l'adversaire vêtu de deuil, et sur ce pesage qui touchait l'aire de jeu. … Au coup de sifflet final, c'était la surprise avec la douche, obligatoirement commune.» .
À partir de la saison 1986/87, le BTS a quitté son enceinte sportive pour le complexe moderne du Stade Intercommunal à Tarnos car Piquessary n'était plus viable avec un seul terrain pour toutes les équipes du club.
Pour Bibal, cela tient aussi « … A un problème évident de sécurité, de stationnement. … des vestiaires désuets et également une capacité insuffisante.» ,.
Néanmoins, le Boucau Tarnos stade dispute toujours au moins 1 rencontre par saison dans son ancien stade.
Ce que confirme bibal qui se réjouit que « … Ce haut lieu de pèlerinage pour les fervents supporters, cet antre historique du rugby boucalais, n'a pas été complètement abandonné. On y joue toujours au rugby et l'équipe 1re y revient une fois l'an.» .
Ainsi, au moins une fois dans la saison, le Boucau Tarnos stade y organise une des fêtes du club, la roméria, où adversaires du jour, supporters et équipe locale partage un moment de convivialité autour d'un repas sous chapiteau.
Lors de la saison 1997/98, les Noirs ont disputé 2 matchs pour 2 victoires (Mouguerre et Soustons).
Lors de la saison 1998/99, les Noirs ont disputé 1 match pour 1 défaite (Bagnères).
Lors de la saison 2006/2007, les Noirs ont joué 1 match pour 1 victoire (Salles).
Lors de la saison 2007/2008, les Noirs ont joué 2 matchs pour 2 victoires (La Teste et Niort).
Lors de la saison 2008/09, les Noirs ont joué 4 matchs pour 3 victoires (Morlàas, St Jean de Luz et Arras) et 1 défaite (Lannemezan (futur Champion de la fédérale 1 cette saison-là).
Lors de la saison 2009/10, les Noirs ont rencontré 3 équipes pour 2 victoires (Nafarroa et Castelsarrasin) et 1 défaite (Hendaye).
Lors de la saison 2010/11, les Noirs ont rencontré 3 équipes pour 2 victoires (Mouguerre et Aramits) et 1 défaite (Mugron).
Lors de la saison 2011/12, les Noirs ont rencontré 3 équipes pour 3 victoires (Orthez & Riscle en Challenge ESSOR et Hendaye en championnat).
Lors de la saison 2018/19, les Noirs ont rencontré 5 équipes pour 4 victoires (Orthez, Saint Paul lès Dax, Aramits et Mauléon) et 1 défaite (Peyrehorade).

## l'Histoire ou la légende de Piquessary
On raconte que sous le règne de Louis XV (1748), un capitaine corsaire très actif se nommait Piquessary (du Basque Piko-Sarri : le figuier dans les broussailles). Pour certains il était basque pour d’autres portugais. Plusieurs sites, dont celui de la famille Duclos (du Boucau) raconte en détail l’histoire et les péripéties de ce combattant qui lorgnait vers la piraterie. En effet, il n’hésitait pas à transgresser la Loi en allumant, du haut d’une colline proche de la mer (que l’on peut penser être la côte du Pitarré), des feux destinés à tromper les navires de passage. Ces derniers s’échouaient, alors, sur des lieux où le dit « Piquessary » les pillait.
De la légende à la réalité, ce qui est certain c’est qu’un Bernard Piquessary, notaire royal de Bayonne a vraiment existé comme nous l’indique Jean-Pierre Cazeaux dans son ouvrage « Boucau & Tarnos : Mémoire en images ». L’auteur nous informe qu’il fut propriétaire en 1758 de « l’héritage de Péclère » nom que l’on donnait à la propriété au début du XVIIIe siècle et qui deviendra après plusieurs ventes « Piquessary ». Ses nombreux propriétaires furent : Charles Detcherry de Saint-Forcet, Jean-Louis de La Framboisière, Bernard Piquessary, La famille Dovalle, Pierre Louis Gonzague Lobit et enfin l’amicale Boucalaise (qui deviendra par la suite le BS).
Mais Piquessary c'est aussi un « plateau balayé par les vents du sud venant par-dessus la montagne et d’Ouest soufflant de l’océan ; entouré de lauriers et de tilleuls ; sa tribune métallique (pour l’anecdote, la première tribune de Pique (qui avait une contenance de 600 places) fut construite sur le modèle de celles de l’ancien stade de la Section paloise, la Croix des Princes, par M. Menjjuzan qui était aller sur place pour y prendre modèle)…. aux vieux bancs de bois sentant la poussière ; l’herbe rare du terrain, quelques touffes véritables oasis au milieu du sable…… ses hommes en noir, sa foule colorée de bérets…noirs, accrochée jusqu’aux branches des arbres, nous ont marqués pour toujours » comme nous le rapporte Manuel Castiella dans son livre « Boucau sur Bayonne ». D’ailleurs ne parle-t-il pas du « jardin enchanté de Piquessary » qui est « porteur d’images fortes, de chaleur, d’amitié, de parfaite communion…… où rares sont ceux qui vinrent dicter leur Loi à Pique » qui est pour lui « un mot magique » mais aussi « un symbole » qu'il résume dans cette superbe formule « Boucau a fait Piquessary et Piquessary a fait connaître le Boucau bien au-delà des limites du monde du rugby ».
À partir du 8 avril 1909, l'Amicale boucalaise louera le terrain de Piquessary à Monsieur Lobit pour 225 francs par an. Le BS doit restituer le tiers de la surface de jeu (le 1er février de chaque année) au fermier exploitant pour les cultures maraîchères. Le 25 novembre 1921, l'Amicale Boucalaise achète un lot d'une superficie de 18 500 m² de la propriété de Piquessary pour la somme de 16 500 francs. Ce lot comprend le terrain de rugby actuel et un bosquet à l'ouest. Le 9 janvier 1967, le Boucau Stade lègue son terrain et ses installations à la ville du Boucau qui se charge depuis d'en assurer l'entretien. 
Le dernier match officiel à Pique, en première division, en 1987, se solda par une victoire des « Noirs » mais une défaite du BS devant Bagnères.

## Piquessary en chiffre
- De la saison 1970/71 à la saison 1986/87, le BS disputa à Piquessary 126 rencontres en 1re Division (groupe A ou B) pour 97 victoires, 5 nuls & 24 défaites[2]. Ces 17 saisons où le BS joua en 1re division, se décomposent comme suit :
  - 77 % de victoires, 4 % de matchs nuls pour 19 % de défaites soit près de 8,10 matchs/10 non perdus
  - 2088 points inscrits pour 1242 points encaissés soit une moyenne de 16,57 points marqués pour 9,86 points encaissés.
  - Les saisons les plus prolifiques : 1977/78 avec 251 points inscrits à Pique dont 5 matchs > à 30 points (avec un retentissant 80 à 4 contre Coarraze-Nay), puis 1976/77 avec 177 points, 1980/81 avec 174 points et 1979/80 avec 171 points marqués.
  - Les saisons les plus perméables : 1973/74 avec 118 points encaissés, 1979/80 et 108 points puis 1978/79 et 105 points « arrachés » par nos adversaires.

### Les 4 saisons «extraordinaires» au plus haut niveau[2]
- D’abord la saison 1980/81 (en Groupe A de 1re division) avec 9 victoires en 9 matchs donc INVAINCU avec 174 points marqués et 68 encaissés : le FC Grenoble (18 à 12), le CA Brive (12 à 8), le Sporting club graulhetois (6 à 0), le FC Lourdes (3 à 0), le CA Bègles (30 à 13), l'US Bressane (37 à 10), le Stade Rochelais (33 à 16), le Stade bagnérais (15 à 9) et le Stade olympique chambérien rugby (20 à 0) y ont mordu la poussière.
- Puis les saisons 1972/73 & 1977/78 (en Groupe B, pour cette dernière) où le BS fut aussi invaincu : 7 matchs à la maison et 7 victoires.
- Et enfin, la saison 1976/77 (toujours en Groupe B), où le BS resta invincible avec sur 7 matchs : 6 victoires & 1 nul.

### Les saisons «noires» à Piquessary[2]
- Durant les saisons 1970/71, 1971/72, 1975/76, 1981/82, 1984/85 et 1986/87 (mais cette saison est à part car le BS n’y joua qu’un seul match), le BS ne connut qu’une seule défaite sur son plateau.

- Pour les saisons 1978/79, 1979/80, 1982/83, 1983/84 et 1985/1986, ce furent 2 défaites chaque saison qui sanctionnèrent les réceptions à Piquessary pour 9 rencontres en 1978/79, 1979/80, 1982/83 et 1985/86 pour 7 rencontres en 1983/84.

- En 1974/75 ce fut 3 défaites pour 4 victoires.

- Mais, la saison la plus catastrophique fut celle de 1973/74 où sur 7 matchs à domicile, le BS n’en gagna aucun : 2 nuls (Lourdes 6 à 6 et Vichy 7 à 7) mais surtout 5 défaites (Dax 4 à 27, Montferrand 15 à 21, Narbonne, 13 à 16, BO 8 à 10 & Graulhet 10 à 21) soit aucune rencontre disputée gagnée pour 63 points marqués mais surtout 118 encaissés. Jamais durant ces 17 ans, autant de points n’avaient été marqués dans l’en-but ou entre les perches des forgerons.

## Piquessary actuellement
Depuis plusieurs saisons, le Boucau Tarnos stade vient disputer quelques matchs à Piquessary.
Cela permet aux anciens supporters de retrouver un peu du charme d'antan dans ce stade si particulier.
- Lors de la saison 1997/98, en Fédérale 2, les Noirs ont disputé 2 matchs contre Mouguerre et Soustons à Piquessary pour 2 victoires.

- Lors de la saison 1998/99, en Fédérale 1, les Noirs ont disputé 1 match contre Bagnères à Piquessary pour 1 défaite.

- Lors de la saison 2006/07, en Fédérale 2, les Noirs ont joué 1 rencontre contre Salles sur le plateau de Piquessary pour 1 victoire.

- Lors de la saison 2007/08, en Fédérale 2, les Noirs ont disputé 2 matchs contre La Teste et Niort à Piquessary pour 2 victoires.

- Lors de la saison 2008/09, en Fédérale 1, les Noirs ont joué contre Morlaàs, St Jean de Luz, Lannemezan et Arras dans leur stade mythique pour 3 victoires et 1 défaite (Lannemezan).

- Lors de la saison 2009/10, en Fédérale 2, les Noirs ont rencontré Hendaye, Nafarroa et Castelsarrasin à Piquessary pour 2 victoires et 1 défaite (Hendaye).

- Lors de la saison 2010/11, en Fédérale 2, les Noirs ont rencontré Mouguerre, Aramits et Mugron pour 2 victoires et 1 défaite (Mugron).

- Lors de la saison 2011/12, en Fédérale 2, les Noirs ont rencontré Orthez & Riscle en Challenge ESSOR puis Hendaye & Bizanos en championnat pour 4 victoires.
- Lors de la saison 2018/19, les Noirs ont rencontré 5 équipes pour 4 victoires (Orthez, Saint-Paul-lès-Dax, Aramits et Mauléon) et 1 défaite (Peyrehorade).